# Matías Muntadas y Rovira
Matías Muntadas y Rovira (Santa Maria de Sants, Barcelona, 1854 - Barcelona, 2 de agosto de 1927) fue un industrial español, conocido también por su colección privada de arte.

## La España Industrial
Estudió ingeniería química en la Universidad de Wiesbaden. Su padre José Antonio Muntadas y Campeny era un industrial catalán propietario de La España Industrial, la primera sociedad anónima algodonera creada en España. Cuando murió en 1880, su hijo Matías tomó la dirección de la empresa familiar. Se casó con Carmen Estruch y Malet.
Fue nombrado teniente de alcalde de Rius y Taulet, coincidiendo con los preparativos de la Exposición Universal de Barcelona de 1888. Alfonso XIII lo nombró conde de Santa María de Sans el 21 de diciembre de 1908.
Era propietario de la Casa Muntadas de Montornés del Vallés, hoy en día conocida como Manso Calders y sede del Instituto de Vinyes Velles.
Fue caballero gran cruz de la Orden de Isabel la Católica.

## Afición por el arte
Era amigo de los pintores más reconocidos de su tiempo y comenzó una colección en 1884, la cual años después sobresaldría por la calidad de sus piezas, especializada en pintura medieval.
Entre sus adquisiciones se podían encontrar obras de Bernardo Martorell, Jaume Huguet, Pedro García de Benavarre, Fernando Gállego o Aine Bru. La primera vez que se exhibió parcialmente fue en 1936 en la Sala Parés de Barcelona, coincidiendo con el Segundó Saló Mirador de Barcelona.
En 1956 el ayuntamiento de Barcelona compró la colección a sus herederos y se incorporó así al Museo de Arte de Cataluña, reconvertido posteriormente en el actual Museo Nacional de Arte de Cataluña.

## La Colección Muntadas
La colección tenía obras, entre otras, de: 
- Mestro de Retascó
- Jacomart
- Fernando Gallego
- Bernat Despuig
- Ramon Solà II
- Jaume Huguet
- Bernardo Martorell
- Pedro García de Benavarre